# William Alexander Hammond
William Alexander Hammond (28 août 1828 – 5 janvier 1900) est un médecin militaire et un neurologue américain.
Durant la Guerre civile, comme 11e chirurgien général de l'armée américaine (1862–1864), il fait des réformes importantes et crée le Musée médical de l'armée.
Il est, aux États-Unis, le premier médecin à exercer exclusivement la neurologie, l'auteur du premier traité de cette discipline et l'un des fondateurs de l'Association américaine de neurologie,,,.

## Biographie
Fils de médecin, né à Annapolis dans le Maryland, Hammond grandit à Harrisburg en Pennsylvanie. Il reçoit son doctorat en médecine de l'université de New York à l'âge de vingt ans.

### Première carrière dans l'armée
Hammond est un homme de haute stature ; il est corpulent et de physique imposant, aura le maintien militaire et de la facilité pour s'exprimer en public.
Il fait sa résidence et quelques mois de pratique privée, puis il devient assistant-chirurgien dans l'armée américaine en 1849 ; il y reste jusqu'en 1860. Il est d'abord affecté dans l'ouest, entre autres comme directeur médical de Fort Riley. Il prend part aux guerres contre les Sioux. Ses expériences de plusieurs années sur un régime composé uniquement de blanc d’œuf et de gomme naturelle lui valent un prix de l'Association médicale américaine en 1857.
Tombé malade, il fait un voyage en Europe pour se remettre, et pour étudier les hôpitaux militaires. À son retour, un intérêt commun pour les poisons agissant sur le système nerveux (dont le venin de serpent) le lie à Silas Weir Mitchell ; il publie avec lui une étude dans The American Journal of the Medical Sciences en 1859.
En 1860 il accepte une chaire d'anatomie et de physiologie à l'université du Maryland à Baltimore et quitte l'armée.

### La guerre civile
Pour un article plus général, voir Services de santé et médecine militaire pendant la Guerre de Sécession.

#### L'ascension
Mais, l'année suivante, la guerre se déclare. Après quelque temps à l'infirmerie de Baltimore, Hammond reprend du service le 28 mai 1861 ; c'est un mois et demi après le début des hostilités. Il doit, selon les règles d'alors, recommencer au bas de l'échelle. Ses réformes sont si opportunes qu'il fait de l'ombre à Clement Finley, le 10e « surgeon general », qui l'envoie inspecter en Virginie-Occidentale les campements et les hôpitaux sous le général William Rosecrans. Il y rencontre Jonathan Letterman, qui créera le « système Letterman », amélioration décisive du sort des blessés sur le champ de bataille.
Hammond arrive dans un climat d'intrigues, d'animosités, de luttes d'influences (dans l'armée et au Congrès), de guerre intestine. Il n'est pas un intrigant (ni un homme très flexible, selon tous les contemporains), mais la situation lui offrira de grandes possibilités d'avancement. Quand le « surgeon general » Clement Finley, après à peine onze mois de service, est limogé au terme d'une discussion orageuse avec le secrétaire à la Guerre Edwin M. Stanton, Lincoln, contre l'avis de Stanton et les règles de promotion, nomme Hammond à sa place, le 25 avril 1862, avec le grade de brigadier-général. Hammond a 34 ans et moins d'un an s'est écoulé depuis son retour dans l'armée.

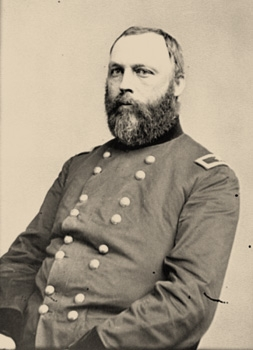
William A. Hammond, « Surgeon general ».

#### Le «surgeon general»
Hammond se lance dans les réformes. On relève les critères d'entrée pour les professionnels de la santé,. Les hôpitaux doivent tenir des dossiers beaucoup plus complets. Le Musée national de santé et de médecine est fondé. Hammond fonde l'hôpital Satterlee (il aura 4 500 lits dans des centaines de tentes). Il suggère qu'il y ait à Washington pour les militaires un corps médical permanent, un hôpital général permanent ; on devait centraliser les médicaments à Washington. On ne devait plus devenir soldat avant vingt ans. Il porte toujours une grande attention à la ventilation des hôpitaux. Il transfère avec succès la responsabilité des trains de blessés des sociétés privées au gouvernement fédéral ; il supervise la réalisation des wagons sanitaires. Ses réformes au ministère de la Guerre sont aussi décisives que celles, appuyées par lui, de Jonathan Letterman sur le front. Il fait tester à fond les ambulances de ce dernier avant leur adoption pour tout le pays. Dans les nouveaux hôpitaux, construits sur le modèle de l'hôpital pavillonnaire, la mortalité baisse de façon importante, et, en général, les initiatives de Hammond s'avèrent opportunes. Mais elles suscitent des protestations, et il a des ennemis.

#### La chute
Hammond se rend encore plus impopulaire quand il interdit, le 4 mai 1863, l'usage du calomel (du chlorure mercureux), qu'il ne trouve ni sûr ni efficace (on lui donnera plus tard raison) ; de plus, il trouve dangereux de faire vomir par le calomel, pour le « purger de ses humeurs mauvaises », un patient déjà affaibli,. S'ensuit une « rébellion du calomel », la plupart de ses collègues pensant ne pouvoir s'en passer et y voyant une restriction à leur liberté de pratique. Le caractère de Hammond à cette époque n'est pas tel qu'il puisse se sortir de cette sorte de difficultés et ses relations avec le Secrétaire à la Guerre Stanton, sont tendues. Hammond est écarté le 3 septembre 1863, envoyé en longue tournée d'inspection, et Joseph K. Barnes, médecin personnel et ami de Stanton, assure l'intérim.
Hammond exige ou bien de reprendre son poste ou d'être jugé par une cour martiale. Une cour martiale le trouve coupable d'« irrégularités » dans l'achat de fournitures médicales (Stanton a contrefait des documents),. Il est renvoyé le 18 août 1864,.

### Après l'armée: le premier neurologue américain
Hammond s'établit à New York. Il n'a plus guère que sa renommée, qui est grande. Il devient professeur de maladies nerveuses et mentales à l'hôpital Bellevue en 1867 et, en 1874, à l'université de New York. Il enseigne de même à l'université du Vermont et guide des doctorants à New York. Dans les années 1870, premier médecin américain à le faire, il limite sa pratique aux cas de neurologie ; dès cette époque, il emploie le lithium (mais à des doses beaucoup trop fortes) pour traiter la manie.
En 1871 il publie son œuvre maîtresse, Treatise on diseases of the nervous system, traduite en français (par Frédéric Labadie-Lagrave), en espagnol et en italien. Au début de 1872 il traverse les États-Unis jusqu'à San Francisco pour aller voir Letterman, qui allait mourir peu après,. En 1874, il fonde avec Silas Weir Mitchell et plusieurs autres l'American Neurological Association (Association américaine de neurologie).
Finalement, en 1878, le Congrès des États-Unis autorise sa réhabilitation, mais sans compensation,.
Non seulement il soigne des patients, mais il publie de nombreux livres et articles, faisant preuve d'une impressionnante capacité de travail. Autant il apparaît fougueux au cours de sa carrière dans l'armée, autant on le voit maintenant parmi les (vigoureux) sceptiques, les modérés et les partisans de la liberté contre la contrainte ; mais il ne cesse jamais d'être un réformateur. Dans ses temps libres, Hammond est romancier et vulgarisateur scientifique ; on a de lui une courte biographie de l'historien Polydore Virgile.
Il revient à Washington en 1888 et y fonde un hôpital pour patients de maladies nerveuses et mentales. C'est dans cette ville qu'il meurt, le 5 janvier 1900, de défaillance cardiaque. Il est enterré avec tous les honneurs militaires au cimetière national d'Arlington.

## Publications

### Listes de publications
- L'ouvrage de Bonnie Ellen Blustein cité dans la bibliographie comprend une copieuse liste des œuvres de Hammond.

### Publications choisies

#### Médecine
- (1856) The physiological effects of alcohol and tobacco upon the human system, Fort Riley« Les effets physiologiques de l'alcool et du tabac sur le système humain ». Le texte présenté par Google Livres est celui qui a été incorporé dans les Physiological memoirs, Lippincott, 1868, p. 43. Hammond a conduit les expériences sur lui-même.
- (1857) Experimental research relative to the nutritive value and physiological effects of albumen starch and gum, when singly and exclusively used as a food
- (1859) (avec Silas Weir Mitchell) « Experimental researches relative to corroval and vao — Two new varieties of woorara, the South American arrow poison », dans The American Journal of the Medical Sciences, juil. 1859, p. 1-60
- (1861) On uraemic intoxication« L'intoxication par l'urée ».
- (1863) Treatise on hygiene, with special reference to the military serviceHammond ne trouve pas le manuel d'hygiène qu'il souhaiterait ; il en écrit un.Hammond, on ne sait exactement pour quelle raison, atténua à la dernière minute un passage clairement raciste, disant dans une note qu'il était prématuré de réserver le courage guerrier aux seuls Blancs[47].
- (1864) Lectures on venereal diseases, Philadelphie (Google Livres)Conférences sur les maladies vénériennes.
- (1866) On wakefulness: With an introductory chapter on the physiology of sleepSur l'état de veille, avec une introduction sur la physiologie du sommeil.
- (1868) Physiological memoirs, Lippincott
- (1869) Sleep and its derangements, Lippincott
- (1871a) Treatise on Diseases of the Nervous SystemCe premier traité américain de neurologie[5] est traduit en français en 1879 par Frédéric Labadie-Lagrave.
- (1871b) Physics and physiology of spiritualism, New York, D. Appleton & Co.Le spiritisme, le paranormal, l'hystérie, etc.
- (1879a) « The non-asylum treatment of the insane ». Neurological contributions sur Google Livres 1 New York, G. P. Putnam's SonsLe traitement des fous en dehors des asiles est parfaitement possible dans beaucoup de cas.
- (1879b) Fasting girls, sur le Projet GutenbergLes mystiques qui ne mangent pas ; l'anorexie
- (1881) On certain conditions of nervous derangement, somnambulism–hypnotism–hysteria–hysteroid affections, etc. sur Google Livres, New York, G. P. Putnam's Sons, 256 p.
- (1883) A treatise on insanity in its medical relations
- (1887) Sexual impotence in the male and female, Détroit, 1887 Traduction : L'impuissance sexuelle chez l'homme et la femme, Paris, Lecrosnier et Babé, 1890
- (1899) « The American soldier and venereal diseases : A refutation of some of the statements of Mr. Edward Atkinson », dans NY Med. Jour., 70Le soldat américain et les maladies vénériennes. Atkinson, activiste anti-impérialiste, avait écrit sur la situation des soldats américains aux Philippines[48].

##### Traduction
- (1869) Moritz Meyer, Electricity in its relations to practical medicine sur Google Livres, trad. de la 3e  éd. allemande par W. A. Hammond, 2e  éd. revue et corrigée, New York, D. Appleton & Co., in-8, 1872, 506 p.Avec notes et additions du traducteur
Original : (de) Die Electricität in ihrer Anwendung auf pratische Medicin sur Google Livres, 3e  éd. refondue et augmentée, Berlin, August Hirschwald, 1868

#### Allocution
- (1880) « Our friends who have passed away », dans Proceedings of the American Philosophical Society, vol. 18, no 106, 15 mars 1880Nos amis décédés. « Portons un toast à ceux qui ne sont plus là » : le Hammond jovial et candide.

#### Articles dans lePopular Science Monthly
Sur Wikisource :
- (1883) « Perceptional Insanities », dans Popular Science Monthly, vol. 22, avril
- (1884) « The Relations Between the Mind and the Nervous System », dans Popular Science Monthly, vol. 26, novembre
- (1887) « Brain-Forcing in Childhood », dans Popular Science Monthly, vol. 30, avrilCes enfants qu'on veut être des prodiges.
- (1890) « Sumptuary Laws and their Social Influence », dans Popular Science Monthly, vol. 37, maiL'État peut-il punir le péché ? L'État peut-il se donner la tâche d'améliorer la société ?

#### Histoire
- (1868) « Introduction », Polydori Virgilii De rerum inventoribus, Agathynian Club,‎ 1868, v — xvi (lire en ligne)Brève biographie de Polydore Virgile (le texte est en anglais) ; Hammond l'a datée de 1867.

#### Fiction
- (1867) Robert Severne, his friends and his enemies, Internet Archive
- (1884) Lal sur Google Livres, 466 p.
- (1885) Doctor Grattan sur Google Livres, Londres, Richard Bentley & Son, 417 p.
- (1885) Mr. Oldmixon
- (1886) (avec Clara Lanza) Tales of Eccentric Life sur Google Livres, D. Appleton & Co.Clara Lanza est sa fille
- (1886) A strong-minded woman, or Two years after
- (1887) On the Susquehanna sur Google Livres, 412 p.

## Compléments

### Éponymie
- « La maladie de Hammond », une forme d'athétose, qu'il a été le premier à décrire dans son Traité des maladies du système nerveux, porte son nom. Il a créé le mot d'« athétose[49],[50] ».
- Un amphibien, le pied-en-bêche occidental, porte le nom de Spea hammondii que lui a donné S. F. Baird de la Smithsonian Institution ; Hammond, en effet, collectionnait pour Baird des spécimens à Fort Riley (il y a rencontré John Xantus de Vesey qui fut un moment son assistant-chirurgien). Un serpent, le Thamnophis hammondii porte ce nom en l'honneur de Hammond, qui en a recueilli les premiers spécimens, et le nom de l'Empidonax hammondii rappelle son travail en ornithologie[51].
- L'hôpital général Hammond, dans le comté de Stanislaus en Californie, a porté son nom. Sa construction a commencé en 1942 et il a été fermé en 1945[52],[53].
- La moucherolle de Hammond, une espèce de passereau. En 2023, la Société américaine d'Ornithologie annonce qu'elle va procéder au changement du nom commun de cette espèce afin que celui-ci mentionne les particularités physiques de l'oiseau, et en raison du passé esclavagiste de William Hammond[54],[55].